# Banda Besar
Banda Besar, známý také jako Lothoir (také psáno Lonthor, nebo Lontor), je největší ostrov souostroví Banda v Bandském moři v Indonésii. Je spravován jako součást provincie Moluky.

## Geografie
Banda Besar je největší z ostrovů Banda a jeden ze tří centrálních ostrovů Banda, ostatními jsou Banda Neira a Banda Api ve vzdálenosti 1.5 km a 0.8 km severně. Banda Besar se nachází na jižní straně ponořené kaldery o průměru kolem sedmi kilometrů, uvnitř kterého se také nachází ostrovy.
Po celé délce ostrova se táhne hřeben s maximální výškou 510 metrů. Největšími osadami jsou Lonthoir, Selamon a Waer. Na ostrově se nachází dvě částečně zničené holandské pevnosti: Banteng Hollandia v Lonthoir a Banteng Condoria ve Waer.

## Historie
Na ostrově se pěstuje muškátový oříšek, obchod s ním přinesl obyvatelům v předmoderní době velké bohatství. Do počátku 17. století vládli na Bandských ostrovech místní domorodci nazývaní Orang Tua. Portugalci byli první Evropané, kteří se od 16. století pokoušeli ovládnout obchod s kořením, ale byli předehnáni Nizozemci. Zpočátku, v roce 1599, Nizozemci navázali s místními přátelské vztahy a obchodní styky, ale v roce 1609 se Orang Kaya na ostrově Banda Neira vzbouřili proti nizozemským pokusům vynutit si monopol na obchod s kořením. Výsledkem sporu bylo usmrcení 30 Nizozemců, což vedlo k brutálnímu tažení Holanďanů proti obyvatelům Bandských ostrovů, včetně dvou vojenských výprav na počátku roku 1611 vedených holandským admirálem Pietem Heinem. Nizozemské dobývání Bandských ostrovů vyvrcholilo Bandským masakrem v roce 1621, ve kterém Jan Pieterszoon Coen, s flotilou 19 lodí, 1 655 evropskými vojáky a 286 asijskými vojenskými pomocníky, vpadl na ostrovy a následně zahájil kampaň, jejímž cílem byla genocida místních obyvatel. Podle Coenovy výpovědi zemřelo "asi 2 500 obyvatel hladem a bídou nebo mečem", "velká část žen a dětí" byla zajata a ne více než 300 jich uniklo. Předpokládá se, že z původního počtu 4 500–5 000 obyvatel ostrova, jich 50 až 100 zemřelo během bojů, 1 700 bylo zotročeno a 2 500 zemřelo v důsledku hladů a nemocí, zatímco neznámý počet domorodců zemřel po skoku z útesu, několik stovek jich uteklo na blízké ostrovy, jako jsou ostrovy Kei a východní Seram.
Aby souostroví bylo produktivní, VOC ostrovy, včetně Banda Besar, znovu osídlila, většinou otroky přivezenými ze zbytku dnešní Indonésie, Indie a pobřežní Číny, kteří pracovali pod vedením holandských plantážníků. I původní domorodci byli zotročeni a bylo jím nařízeno, aby nově příchozí učili pěstovat muškátový oříšek a muškátový květ. Zacházení s otroky bylo tvrdé, počet domorodých Bandanů klesl do roku 1681 na stovku a ročně bylo odváženo 200 otroků, aby se jejich počet udržel na stabilní úrovni 4 000 osob.
Nizozemci ostrov ovládali až do roku 1949, i když hospodářský význam muškátového oříšku a muškátového květu výrazně poklesl kvůli ztrátě nizozemského monopolu poté, co Britové po invazi na Ostrovy koření v napoleonských válkách v roce 1810 úspěšně vysadili muškátové stromy v jižních částech světa (zejména na Penangu a Grenadě). Po získání nezávislosti Indonésie byl ostrov spravován jako součást indonéské provincie Moluku.